# Joseph Clemens von Plettenberg
Joseph Clemens Franz Anton Maria Reichsgraf von Plettenberg (* 25. März 1721 auf Schloss Hovestadt; † 12. Mai 1786) war Erbkämmerer und Amtsdroste in Werl, Neheim und Ostinghausen.

## Leben

### Herkunft und Familie
Als Sohn des Friedrich Bernhard Wilhelm von Plettenberg (1695–1730) und seiner Gemahlin Agnes Sophia von Westerholt zu Lembeck (1696–1768) wuchs Joseph Clemens von Plettenberg zusammen mit seinen Geschwistern, darunter
- Clemens August (1724–1778, Domherr) und
- Ferdinand Joseph (1729–1777, Domherr und Amtsdroste)

in einer der ältesten und bedeutendsten Adelsfamilien Westfalens auf.
Am 28. November 1745 heiratete er Klara Regina Adriana Droste zu Füchten († 1764, Tochter des Ernst Dietrich Anton von Droste zu Füchten und seiner Frau Ursula Sybilla von Plettenberg).
Aus der Ehe gingen die Töchter
- Bernhardina Sophia (1750–1823, Äbtissin in Geseke),
- Clara Louise,
- Alexandrina

(alle Kanonissen) hervor.
Seine zweite Ehe schloss er nach Klaras Tod im Jahre 1764 mit Maria Theresia von Weichs zu Körtlinghausen (1748–1796). Aus dieser Ehe stammen der Sohn August Joseph (1767–1805, Erbkämmerer und Amtsdroste) und die Tochter Maria Anna (* 1769, ⚭ 1804 Alexander von Krane zu Brockhausen).

### Werdegang und Wirken
Mit dem Erhalt der Tonsur am 23. März 1731 wurde Joseph Clemens auf ein geistliches Leben vorbereitet. Nachdem er im Jahre 1741 zum Kurkölnischen Kämmerer ernannt worden war, studierte er am Pontificium Collegium Germanicum et Hungaricum de Urbe in Rom. Am 21. Juli 1744 zum Amtsdrosten in Werl, Neheim und Ostinghausen ernannt, wurde er am 6. Januar 1745 zur Münsterschen Ritterschaft aufgeschworen und gehörte damit dem Landtag des Hochstifts Münster an, einem Gremium, das sich aus den drei Ständen zusammensetzte. Seine Aufgabe bestand in der Regelung des Steuerwesens und ab 1447 auch des Fehdewesens im Hochstift Münster.
Joseph Clemens war Erbkämmerer im Herzogtum Westfalen und Stammherr.

### Sonstiges
Joseph Clemens war ein Patenkind des Kölner Kurfürsten Joseph Clemens von Wittelsbach. Die Vornamensgebung war mit der Patenschaft verbunden.
- 1760 Wirklicher Geheimer Rat
- nach 1760 Kriegsrat